# وال بایانو
وال بایانو (به پرتغالی: Osvaldo Félix Souza) مهاجم اهل برزیل است که در شهر Jequié و در تاریخ ۷ آوریل ۱۹۸۱ به دنیا آمده‌است.
وال بایانو در تیم‌های فوتبال Iraty سابقهٔ حضور دارد.